# Cerrone
Marc Cerrone (Vitry-sur-Seine, 1952) es un músico, cantante, creador, productor y DJ francés. Está considerado como uno de los productores más influyentes en Europa durante las décadas de 1970 y 1980.
Ha vendido más de 30 millones de discos en todo el mundo, incluyendo más de cuatro millones de copias sólo en Francia y ocho millones de copias de Supernature. Con "Supernature" (1977), Cerrone unió orquestaciones sinfónicas con sintetizadores y secuenciadores. En 1978, ganó 6 Premios Billboard (entre ellos, el de Artista Disco del Año)., durante el Billboard Disco Forum.
Junto a Love in C Minor, Cerrone's Paradise y Supernature, Marc Cerrone tuvo gran éxito en Europa con álbumes como Cerrone IV: The Golden Touch (1978), Where Are You Now (1983), The Collector (1985), Human Nature (1994) y más recientemente con Hysteria (2002) and Celebrate (2007).
En 1991 se le confío la creación de "Harmony" , un espectáculo para celebrar el lanzamiento de primer satélite de televisión de definición alta de Japón. Esta ópera rock fue presentada a más de 800 000 espectadores en el puerto de Tokio, y posteriormente adaptada para Broadway con el nombre de "Dreamtime", donde se representó en 140 ocasiones.
En su carrera, Cerrone ha grabado y actuado con muchos músicos destacados, como Nile Rodgers, Toto, Laura Branigan, Jocelyn Brown, La Toya Jackson y Axelle Red. Su música ha sido sampleada por artistas como Modjo, Bob Sinclar, Beastie Boys y Run-D.M.C..

## Carrera

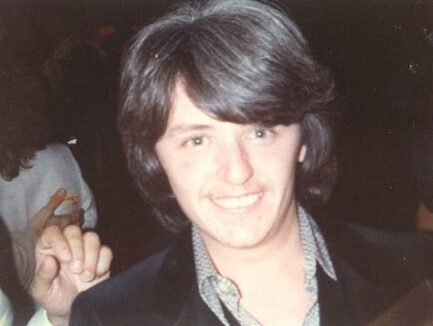
Cerrone en 1977

Hijo de inmigrantes italianos, a los 12 años empezó a tocar la batería y a escuchar a Otis Redding, pese a la oposición de su padre. Hacia fines de la década de 1960, estaba fascinado por Jimi Hendrix, Carlos Santana y Blood, Sweat & Tears, entre otros.
Con 17 años convence a Gilbert Trigano para que contrate grupos de rock para sus clubes de vacaciones: Club Med (Club Mediterranée). De esta manera, Cerrone se convierte en el ojeador de A&R para 40 villas de Club Med en todo el mundo.

### Kongas
Sus primeros discos como miembro de Kongas fueron grabados con Barclay Records, donde tuvo su primer éxito "Boom". El mayor éxito de Kongas fue "Anikana-O", tema escrito y producido junto a Alec R. Costandinos. Tom Moulton realizó un remix en Salsoul records para su lanzamiento en EE. UU.

### Love in C Minor
Establecido en París, Cerrone graba, compone e interpreta Love in C minor, su debut en solitario, de nuevo con Costandinos. Editado en su propio sello Malligator y distribuido por Warner Filipacci en Francia, inmediatamente impresiona al público por su polémica portada. Vuelve a ser lanzado un poco más tarde con una nueva portada, más moderada, con instantáneas de mujeres desnudas en el fondo. En la edición americana son sustituidas por cuatro brazos cruzados. 

### Supernature
Su tercer trabajo, Supernature, lo compone en Londres junto a Alain Wisniak en verano de 1977 y logra vender más de ocho millones de copias en todo el mundo.
El tema insignia y primer sencillo, "Supernature", mezcla orquestación con instrumentación electrónica y se convierte en un éxito de las pistas de baile de todo el mundo. Su letra, escrita por Lene Lovich, versa sobre la ciencia ficción: hace referencia a la rebelión de criaturas mutantes –creadas por científicos para acabar con el hambre- contra los humanos.
Este tema fue reversionado más tarde por la banda británica Erasure. La cadena británica de televisión Thames también lo usa como tema musical de su programa The Kenny Everett Video Show, donde es también bailado por el ballet Hot Gossip durante las emisiones a nivel de todo Reino Unido.
El álbum también incluye Sweet Drums, una pieza de percusión de tres minutos y 10 segundos.
La portada de la edición francesa vuelve a ser diferente, abriéndose y mostrando desnudos en el centro. 

## Discografía[7]

### Álbumes
- Kongas – Kongas
- Kongas – Africanism
- Donray – Garden of Love
- Love in C Minor (Cerrone I) (1976)
- Cerrone's Paradise (Cerrone II) (1977)
- Supernature (Cerrone III) (1977)
- Brigade Mondaine (1978)
- Cerrone IV: The Golden Touch (1978)
- Angelina (Cerrone V) (1979)
- Portrait of a Modern Man (Cerrone VI) (1980)
- You Are The One (Cerrone VII) (1980)
- Back Track (Cerrone VIII) (1982)
- Your Love Survived (Cerrone IX) (1982)
- Where Are You Now (1983)
- The Collector (Cerrone XI) (1985)
- Way In (Cerrone XII) (1989)
- Dancing Machine (Cerrone XIII)(1990)
- Dream (Cerrone XIV) (1992)
- X-Xex (Cerrone XV) (1993)
- Human Nature (Cerrone XVI) (1994)
- Best of Remixes (1995)
- Cerrone by Bob Sinclar (Cerrone XVII) (2001)
- Hysteria (Cerrone XVIII) (2002)
- Culture: The best of (Cerrone XIX) (2004)
- Orange Mécanique – The Score (Cerrone XX) (2006)
- Celebrate! (Cerrone XXI) (2007)
- Love Ritual (Cerrone XXII) (2008)
- Cerrone by Jamie Lewis (Cerrone XXIII) (2009)
- Variations of supernature (Cerrone XXIV) (2010)
- Addict (2012)

- Live: Paris (1978)
- Live: Paris (1983)
- Orange Mecanique (The Score) (2006)
- The Best of Cerrone (2014)

- Vice Squad
- La secte de Marakech (1979)
- Vaudou aux Caraïbes
- Dancin' Machine

### Recopilatorios
- The Best Of Cerrone (2021)

### Singles
- "Love in C Minor" (1976)
- "Supernature" (1977)
- "Give Me Love" (1978)
- "Sweet Drums" (1978)
- "Je Suis Music" (1978)
- "Look for Love" (1978)
- "Rocket in the Pocket" (1979)
- "Rock Me" (1979)
- "You Are the One" (1981)
- "Tripping on the Moon" (1981)
- "Heart of Me" (with Laura Branigan) (1989)
- "Hysteria" (2002)
- "Misunderstanding" (2007)
- "Love & Dance Ritual" (2007)
- "Laisser Toucher" (2008)
- "It Had to Be You" (2008)
- "Tattoo Woman" (2009)